# Haydar Erdoğan
Haydar Erdoğan (* 19. April 1959 in Istanbul) ist ein ehemaliger türkischer Fußballtorwart.

## Karriere
Haydar Erdoğan begann seine Karriere bei Sarıyer SK. 1979 wechselte der Torwart zu Galatasaray Istanbul. In den ersten zwei Jahren kam Erdoğan zu sieben Ligaspielen. In der Saison 1981/82 spielte er im Wechsel mit Eser Özaltındere häufiger. Am Ende derselben Saison wurde Haydar Erdoğan zum ersten Mal türkischer Pokalsieger.
Die Spielzeit 1983/84 wurde er zum Stammtorhüter und kam zu 24 Ligaspielen. In der nachfolgenden Spielzeit war Haydar Erdoğan hinter der Neuverpflichtung Zoran Simović wieder Ersatztorwart.
Die Spielzeit 1986/87 bei Bakırköyspor war seine letzte und er beendete seine Karriere.

## Erfolge
Galatasaray Istanbul
- Türkischer Fußballpokal: 1982, 1985